# Aron Jóhannsson
Aron Jóhannsson (Mobile, Alabama, 1990. november 10. –) izlandi származású amerikai válogatott labdarúgó, a Valur játékosa.

## Sikerek
- Aarhus
  - Dán másodosztályú bajnok: 2010–11

- AZ
  - Holland kupagyőztes: 2012–13

## Statisztika

### Góljai a válogatottban
|    | Időpont           | Helyszín                                      | Ellenfél     | Gólok | Eredmény | Kiírás                                     |
| -- | ----------------- | --------------------------------------------- | ------------ | ----- | -------- | ------------------------------------------ |
| 1. | 2013. október 15. | Estadio Rommel Fernández, Panamaváros, Panama | Panama       | 3–2   | 3–2      | 2014-es labdarúgó-világbajnokság-selejtező |
| 2. | 2014. május 27.   | Candlestick Park, San Francisco, USA          | Azerbajdzsán | 2–0   | 2–0      | Barátságos mérkőzés                        |
| 3. | 2015. március 25. | NRGi Park, Aarhus, Dánia                      | Dánia        | 2–1   | 2–3      | Barátságos mérkőzés                        |
| 4. | 2015. július 18.  | M&T Bank Stadium, Baltimore, USA              | Kuba         | 3–0   | 6–0      | 2015-ös CONCACAF-aranykupa                 |

## Fordítás
Ez a szócikk részben vagy egészben  az   Aron Jóhannsson című angol Wikipédia-szócikk fordításán alapul.  Az eredeti cikk szerkesztőit annak laptörténete sorolja fel. Ez a jelzés csupán a megfogalmazás eredetét és a szerzői jogokat jelzi, nem szolgál a cikkben szereplő információk forrásmegjelöléseként.